# Tempel des Baal

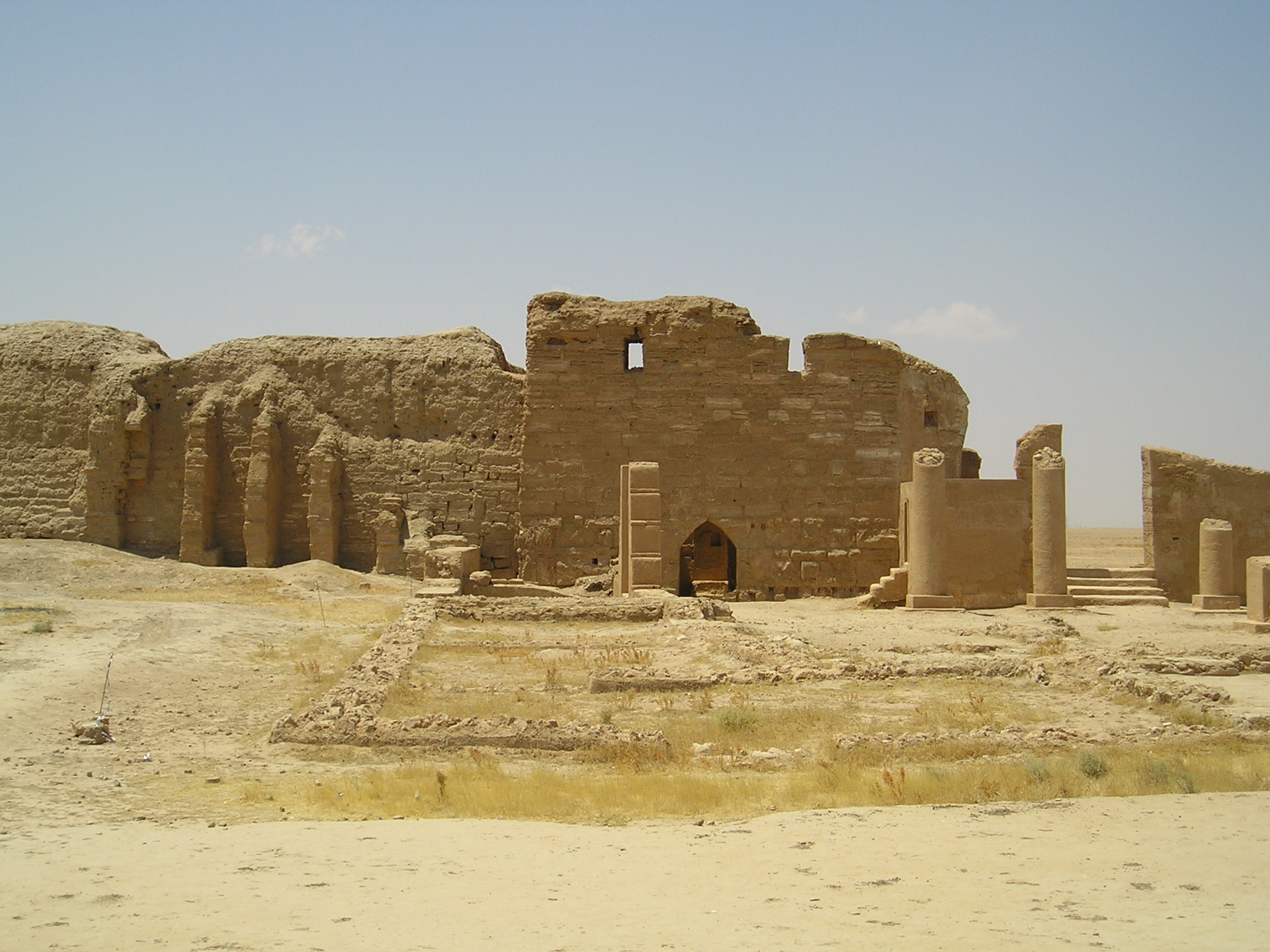
Der Tempel des Baal

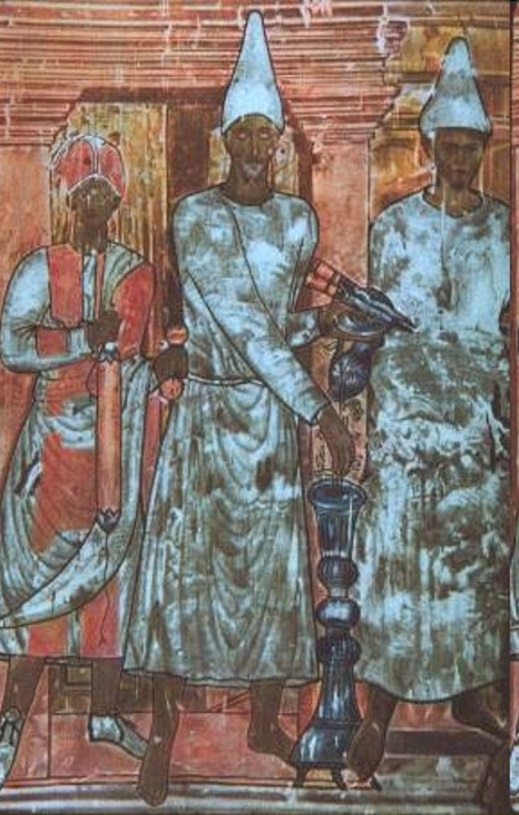
Das Opfer des Konon, Wandmalerei im Tempel des Baal

Der Tempel des Baal, auch als Tempel der palmyrenischen Gottheiten bekannt, befindet sich in Dura Europos (eine syrische Stadt, die am Euphrat liegt). Obwohl die modernen Namen etwas anderes andeuten, ist es unsicher, welche Gottheiten hier verehrt wurden. Der im ersten vorchristlichen Jahrhundert gegründete Tempel ist vor allem wegen seiner Wandmalereien in der Forschung bekannt. Unter römischer Herrschaft wurde der Tempel dem Alexander Severus geweiht. In dieser Zeit lag der Tempel innerhalb des Lagers der XX. palmyrenischen Kohorte.
Die Malereien des Tempels wurden 1920 von M. C. Murphy entdeckt. Fotos davon gelangten darauf zu dem Archäologen James Henry Breasted, der die Malereien und den Tempel untersuchte und 1924 eine Monografie darüber veröffentlichte. Vor dieser Entdeckung war der Fundort unbekannt. Die Identifizierung mit dem aus antiken Quellen bekannten Dura Europos erfolgte erst später. Die Auffindung von Wandmalereien im Tempel erregte damals einige Aufmerksamkeit und sogar in der New York Times wurde dem Fund am 10. Juni 1922 ein Artikel gewidmet. Die Zeitung bemerkte, dass die Fresken eine Stufe zwischen einer dekadenten orientalisch-hellenistischen Kunst auf der einen Seite und der byzantinischen Kunst auf der anderen Seite darstellen sollen.
Der Tempel liegt im Nordwesten der Stadt an die Stadtmauer angebaut. Die Nord- und die Westmauern des Tempels bilden die Stadtmauer. Es können mindestens drei Bauphasen unterschieden werden. Das Allerheiligste befindet sich im Westen. In einer ersten Bauphase handelte es sich um einen breiten Raum und schon in der zweiten Bauphase wurde ein Vorraum angefügt. Vor dem Allerheiligsten ist ein Hof, um den herum sich diverse Räume befinden, deren Funktion nicht immer sicher ist. Der Haupteingang zum Tempel befindet sich auf der Ostseite, etwas versetzt gegenüber dem Allerheiligsten.
Vor allem wegen der Wandmalereien ist der Tempel in der Kunstwissenschaft bekannt. Dura Europos hat relativ viele gute erhaltene Wandmalereien, viele von ihnen datieren in die Zeit, als die Stadt unter römischer Herrschaft war. Die Malereien im Allerheiligsten, die als Opfer des Konon bekannt sind, datieren dagegen um Christi Geburt, als die Stadt unter parthischer Herrschaft stand. Sie waren bei ihrer Auffindung sehr gut erhalten, doch sind die Farben heute stark verblasst. Die Malereien wurden von der Wand genommen und befinden sich heute im Nationalmuseum Damaskus. Typisch für diese Bilder ist die starke Frontalität der Figuren. Die Farben waren einst leuchtend. Den Gesichtern ist von den Künstlern besonders viel Aufmerksamkeit geschenkt worden, und es entsteht der Eindruck, dass es sich hier um echte Porträts handelt. Die Figuren sind mit Beischriften identifiziert. Dadurch lässt sich die Familie des Konon, der die Hauptfigur darstellt, über mehrere Generationen verfolgen.
Eine andere wichtige Wandmalerei ist das Opfer des Julius Terentius. Die Malerei datiert unter römische Herrschaft und zeigt Julius Terentius, der der römische Tribun der Garnison in Dura Europos war. Julius Terentius nimmt die Mitte der Szene ein. Vor ihm stehen ein Altar und Statuen von drei Gottheiten. Die Gottheiten wurden zunächst als die palmyrenischen Götter Jarchibol, Aglibol und Malakbel identifiziert, wodurch der Tempel die Bezeichnung Tempel der palmyrenischen Gottheiten erhielt. Die neuere Forschung sieht in ihnen aber eher die Statuen römischer Kaiser, womit es sich um eine Darstellung zum Kaiserkult handelt. Unterhalb der Statuen sind zwei weibliche Gottheiten dargestellt. Es handelt sich jeweils um Tyche. Die Beischriften bezeichnen sie als Tyche von Dura and Tyche von Palmyra.
Koordinaten: 34° 45′ 3,3″ N, 40° 43′ 32,5″ O